# Hôtel de Beauvais

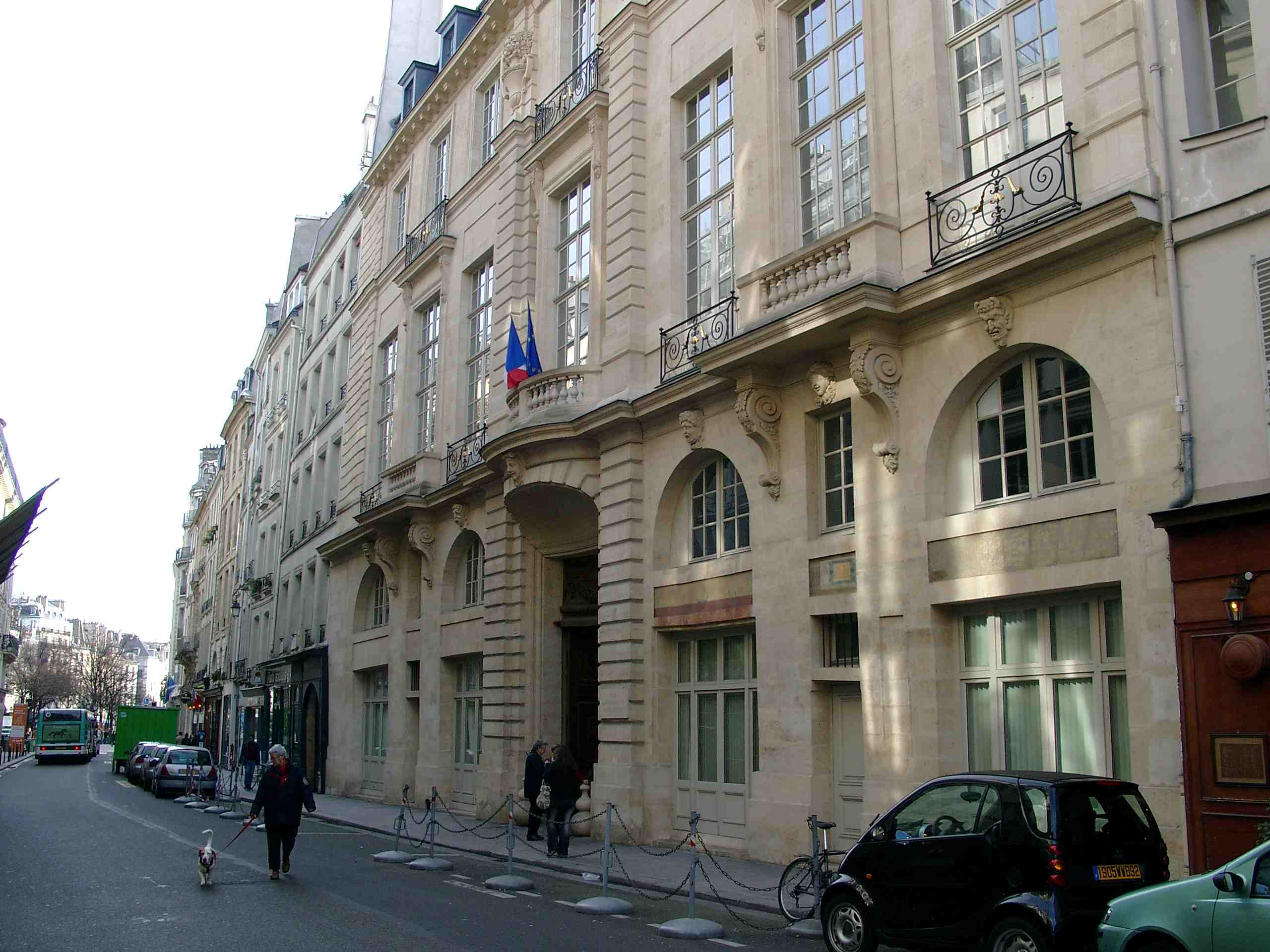
Fassade

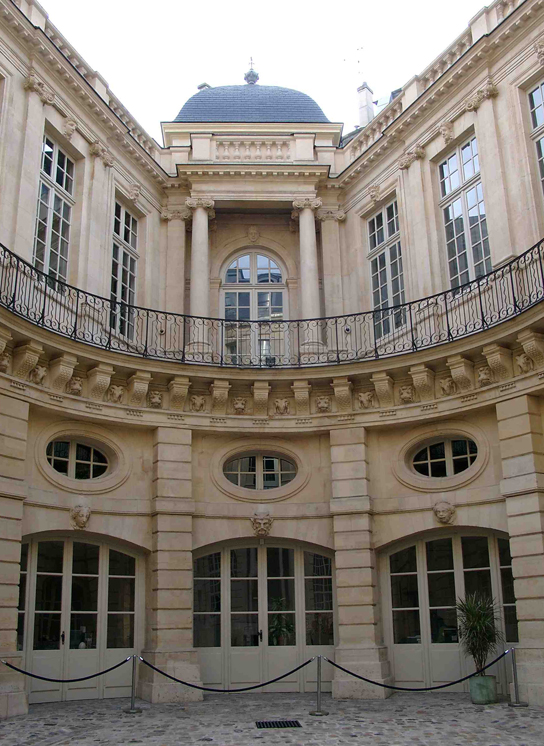
Innenhof Südseite

Das Hôtel de Beauvais ist ein Pariser Adelspalast des 17. Jahrhunderts. Seine Hauptfassade steht in der Rue François Miron, die rückwärtige Fassade geht auf die Rue de Jouy hinaus. Beide Straßen befinden sich im 4. Arrondissement.

## Geschichte
Das Haus wurde ab 1654 von Antoine Le Pautre teilweise auf den noch bestehenden Kellern eines gotischen Vorgängerbaus errichtet. Bauherren waren Pierre de Beauvais und seine Ehefrau Catherine Henriette Bellier, Erste Kammerfrau Annas von Österreich, französische Königin als Ehefrau Ludwigs XIII., und bis 1651 Regentin für ihren Sohn Ludwig XIV.
Auf dem Balkon des Hôtel de Beauvais standen Anna von Österreich, Kardinal Mazarin, und der Marschall de Turenne, als Ludwig XIV. und Maria Teresa von Spanien am 26. August 1660 in Paris einzogen, um ihre bereits am 9. Juni in Saint-Jean-de-Luz geschlossene Ehe zu feiern.
1755 wurde das Hôtel de Beauvais von Graf van Eyck, dem bayerischen Gesandten beim französischen König, gemietet, der hier von November 1763 bis April 1764, den jungen Mozart bei seinem ersten Besuch in Paris beherbergte.
Während der Französischen Revolution beschlagnahmt, wurde es bis zum Beginn des 20. Jahrhunderts vermietet. 1943 erwarb die Stadt das Haus. Im Jahr 2004 wurde darin die Cour Administrative d’Appel de Paris, das Appellationsgericht für Verwaltungssachen, untergebracht.
Der Zuschnitt des Grundstücks, das beim Bau des Hauses aus vier Parzellen zusammengestellt wurde, war für den Architekten eine einzigartige Herausforderung: 15 Ecken bzw. Seiten, ein halbovaler Innenhof mit Wänden, die teilweise direkt ans Nachbarhaus reichen und dennoch mit (blinden) Fenstern versehen sind, fünf Maskaron-Tore und einem großen Treppenhaus mit schmiedeeisernem Geländer.